# 筒瓣兰
筒瓣兰（学名：Anthogonium gracile）为兰科筒瓣兰属下的一个种。